# День патриота

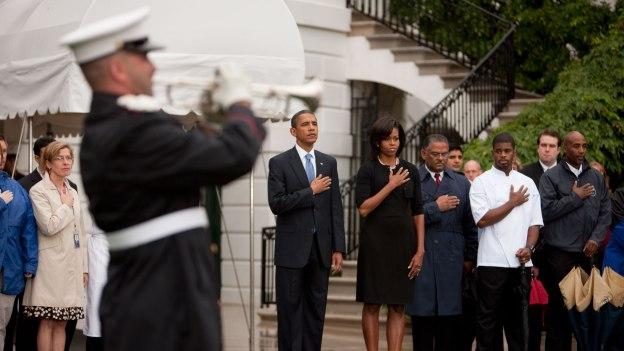
Президент США Барак Обама, Первая леди США Мишель Обама и сотрудники Белого дома 11.09.2009. Минута молчания.

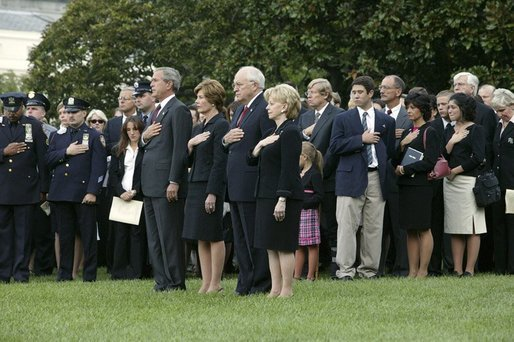
Президент США Джордж Буш и вице-президент США Дик Чейни 11.09.2004 на лужайке Белого дома с членами семей жертв 9/11. Минута молчания.

«День патриота» (англ. Patriot Day) — памятная дата, которая отмечается в Соединённых Штатах Америки ежегодно, 11 сентября, в память о жертвах террористического акта, произошедшего в США в этот день в 2001 году.
Впервые «День патриота» отмечался в США в 2002 году, а учреждён он был совместным решением Конгресса США от 18 декабря 2001 года (акт 107-89 Всеобщего Закона США). 
21 апреля 2009 года был утверждён акт 111-13 Всеобщего Закона США, согласно которому 11 сентября был объявлен как «Общенациональный день служения и памяти». Инициаторами последнего стали члены семей, которые потеряли родных и близких в этот трагический день.
После утверждения акта 111-13 в 2009 году, президент США Барак Обама подписал Декларацию Президента США, в которой среди прочего, было написано следующее: «...Я, Барак Обама, Президент Соединенных Штатов Америки, объявляю 11 сентября 2009 года Днем патриота и Национальным днем служения и памяти. Я призываю все департаменты, ведомства, и государственные учреждения Соединенных Штатов приспустить флаг США в День патриота и Национального дня служения и памяти в знак памяти о погибших в результате террористических актов против Соединенных Штатов 11 сентября 2001 года. Я приглашаю губернаторов Соединенных Штатов Америки и Содружество Пуэрто-Рико, а также все заинтересованные организации и людей принять участие в этой церемонии. Я призываю народ Соединенных Штатов принять участие в общественном служении в память о тех, кого потеряла наша страна, отметить этот день другими церемониями и мероприятиями, включая поминания, и провести минуту молчания в 8:46 утра по местному времени, чтобы почтить память невинных жертв, погибших в результате террористических актов 11 сентября 2001 года».
11 сентября, в 8 часов 46 минут по восточному поясному времени, в Соединенных Штатах объявляется минута молчания. Именно в это время в северную башню Всемирного торгового центра ударил первый самолёт, ознаменовав начало самой крупной террористической атаки в истории человечества.